# Виверження коло Фаґрадальсф'ядль (2021)
63°53′15″ пн. ш. 22°16′22″ зх. д. / 63.8874° пн. ш. 22.2727° зх. д.
Виверження коло Фаґрадальсф'ядль (ісл. Fagradalsfjall, дослівно Гора красивої долини) — вулканічне виверження в Ісландії, яке почалося 19 березня 2021 року о 20:45 за місцевим часом. Виверження вулкана стало наслідком серії землетрусів, котрі тривали більше 3 тижнів. Лава поступала з магматичного каналу і текла на поверхні від Кейліра до Фаґрадальсф'ядля. Уперше лава пробилася в Ґелдінґадалурі на схід від Фаґрадальсф'ядла поблизу Стора-Хруті.

## Назва
Виверження також має назву Гелдінґдалаґос (ісл. Geldingadalagos) або Гелдінґдалсгос (ісл. Geldingdalsgos), хоча вірна назва місця виверження — Гелдінґдалалір (ісл. Geldingadalir). Інколи це виверження називають більш загальним терміном — Виверження у вулканічній системі Крисювік.

## Опис
Вулкан розташований у південно-західній частині Ісландії на півострові Рейк'янесскагі недалеко містечка Ґріндавік, у північно-східній частині муніципалітету Ґріндавік регіону Судурнес, за 30 км на південний захід від Рейк'явіку. Міжнародний аеропорт Кеплавік розташований за 18 км на північний захід від вулкана. Виверження стало історичним, адже було першим на півострові за останні 800 років. Магма надходить з глибини 17—20 кілометрів. Тип лави вулкана — канатна лава та аа-лава. Виверження посилює активність у міру свого продовження, що незвично.
Спочатку першопочаткова тріщина оцінювалася приблизно у 200 метрів в довжину, коли гелікоптер берегової охорони Ісландії зробив її перші знімки. Південний кінець язика лави знаходився за кілька км від регіональної дороги Судурстрандарвегур. Лава текла у західному і південно-західному напрямку від Ґелдінгдалура. Гелдіндадалір є замкненим і потік лави спочатку мав заповнити долину, щоб потрапити на дорогу.

## Хронологія виверження
У вересні 2021 року виверження вулкана стало найдовшим в Ісландії у XXI столітті.
18 грудня 2021 року Метеорологічна служба Ісландії (Veðurstofa Íslands) оголосила виверження вулкана завершеним. Цього дня минуло три місяці з того часу, як у вулкані виднілась лава. Виверження тривало рівно 6 місяців — від 19 березня до 18 вересня 2021 року. Для охолодження лави може знадобитися значний час, а поверхня та кратери все ще нестабільні, можуть відбуватись значні зсуви породи або утворитися тріщини. Можна очікувати, що дегазація лави триватиме деякий час і створюються небезпечні ділянки, де може накопичуватися газ.

## Туризм
Доступ до вулкана є відкритим та безкоштовним для всіх охочих його побачити. На кінець серпня 2021 року з початку виверження пристрій автоматичного підрахунку відвідувачів зафіксував понад 250 000 людей, які побачили вулкан. Однак ця цифра може бути вищою, оскільки не кожен відвідувач проходить коло пристрою. Це число може дорівнювати навіть 300 000 відвідувачів.

## Відстані
- Блакитна лагуна (ісл. Bláa lónið), 8 км на захід
- Ґріндавік (ісл. Grindavík), 10 км на південний захід
- Крісювік (ісл. Krýsuvík), 11 км на схід
- Міжнародний аеропорт Кеплавік (ісл. Keflavíkurflugvöllur), 21 км на північний захід
- Гаапнарф'єрдюр (ісл. Hafnarfjörður), 23 км на північний схід
- Рейк'явік (ісл. Reykjavík), 33 км на північний схід
- Торлаксгьопн (ісл. Þorlákshöfn), 45 км на схід

## Галерея

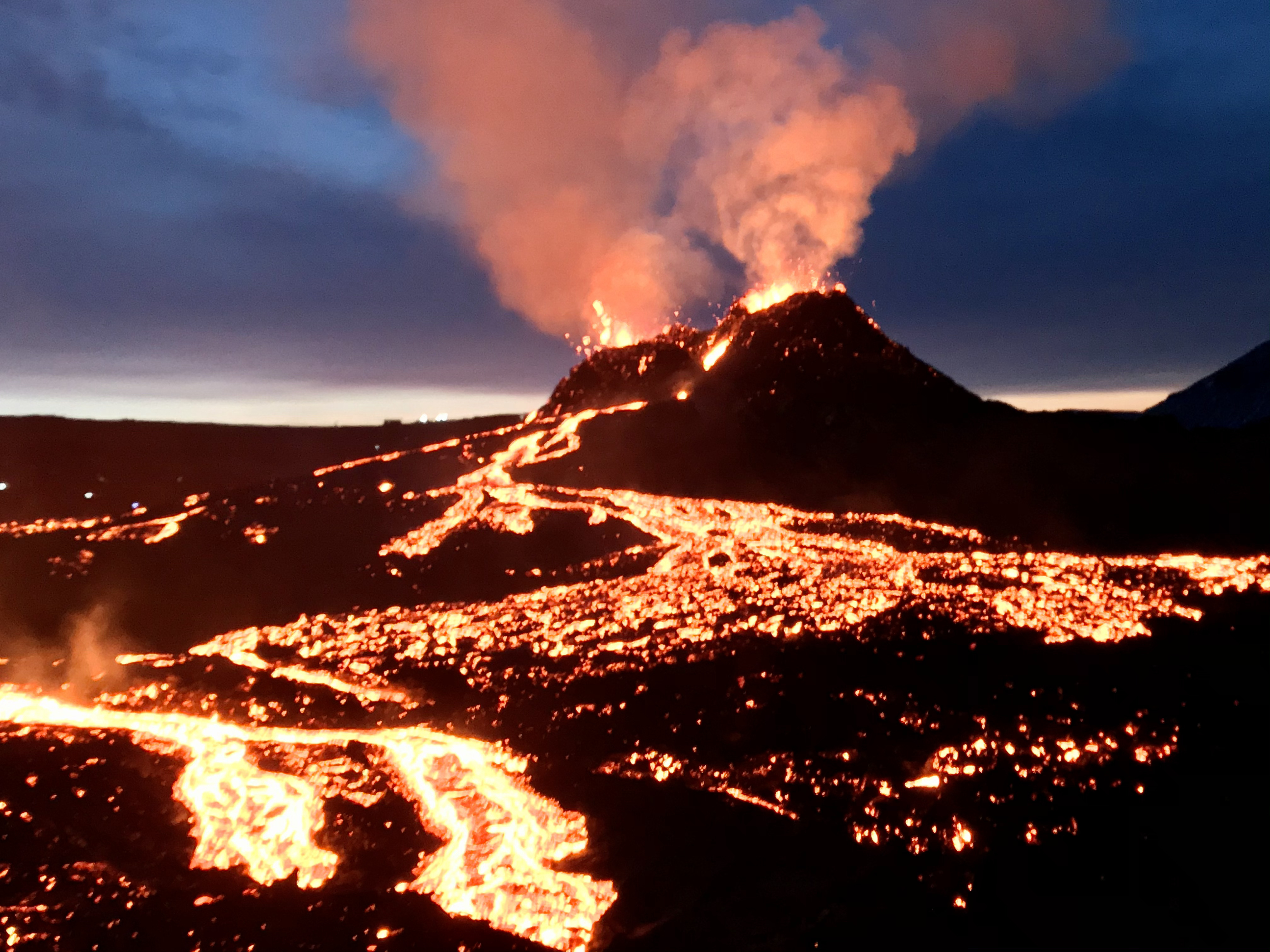
Виверження вулкану Geldingadalsgos на світанку, березень 2021 року
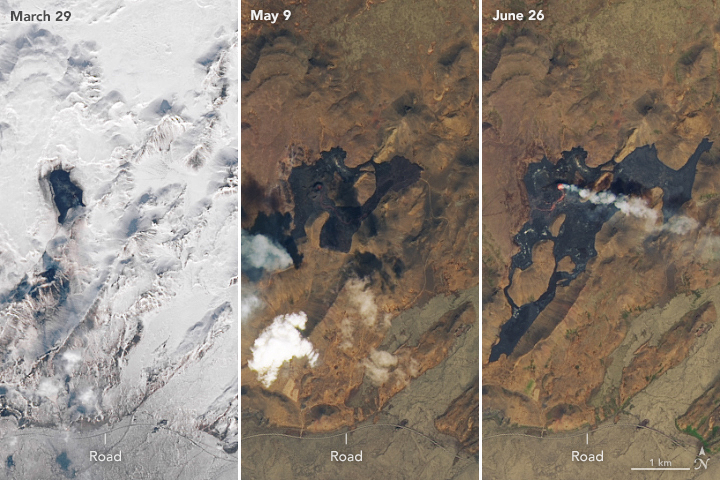
Розповсюдження лави з березня по червень 2021 року